# Mangrovepirol
Der Mangrovepirol (Oriolus flavocinctus) ist eine Vogelart aus der Familie der Pirole. Sie kommt im Norden Australiens, im südlichen Neuguinea und auf benachbarten Inseln vor.
Das Artepitheton leitet sich ab von lateinisch flavus „gelb“ und cinctus „gestreift“.

## Beschreibung

### Aussehen
Der Mangrovepirol wird etwa 30 cm groß und wiegt 73–125 g. Es besteht ein geringfügiger Sexualdimorphismus.
Männchen der Nominatform haben einen matt grünlichgelben Kopf und Hals; die gesamte Oberseite ist von derselben Färbung. Jede Feder hat in der Mitte einen mehr oder weniger ausgeprägten dunklen, breiten Streifen, der sich zur Spitze hin verjüngt. Die Flügelfedern sind schwarz mit olivgrünlich-gelber Umrandung und haben eine breite, blassgelbe Spitze. Sind die Flügel geschlossen, kann man auf den Flügeldecken gut sichtbare, cremefarbene oder gelbe Streifen erkennen. Der Schwanz ist dunkelbraun bis schwarz, an der Oberseite und den Rändern jedoch grünlichgelb gefärbt. Alle Schwanzfedern haben cremeweiße bis gelbe Spitzen. Die beiden mittleren  Schwanzfedern verfügen über eine leuchtend gelbe Färbung, die nach hinten hin schmaler wird. Kinn, Kehle und Brust sind olivgrün und mit dunkeln Sprenkeln versehen, die auf dem eher gelben Bauch nur noch sehr verwaschen zu erkennen sind. Die unteren Schwanzfedern sind innen gräulich-olivgrün und außen blassgelb. Die Iris ist rötlich-orange, der Zügelstreif ist dunkel, der Schnabel ist orange bis mattrot und die Füße sind bleifarben.
Weibchen sind kleiner, auf der Unterseite schwarz gestreift und die Flecken auf den Flügeln sind heller. Insgesamt sind sie blasser und weniger farbenprächtig.
Jungvögel haben einen schmalen, gelben Überaugenstreif, eine grünlichere Oberseite und eine gelblichere Unterseite mit mehr Streifen als bei adulten Vögeln. Außerdem sind Oberkopf, Nacken und Rücken mit einer deutlicheren zerfurchten Musterung versehen. Die hellen Spitzen der Schwanzfedern sind weniger auffallend. Die Iris ist graubraun und der Schnabel schwärzlich.

Die Nominatform unterscheidet sich von den anderen Unterarten vor allem durch die Größe: O. f. flavotinctus und O. f. kingi sind größer als die Nominatform, während O. f. tiwi, O. f. migrator und O. f. muelleri kleiner als diese sind. Außerdem tritt bei manchen Unterarten eine Variation der gelben Färbung und der Ausprägung und Anzahl von Streifen auf dem gesamten Körper auf.

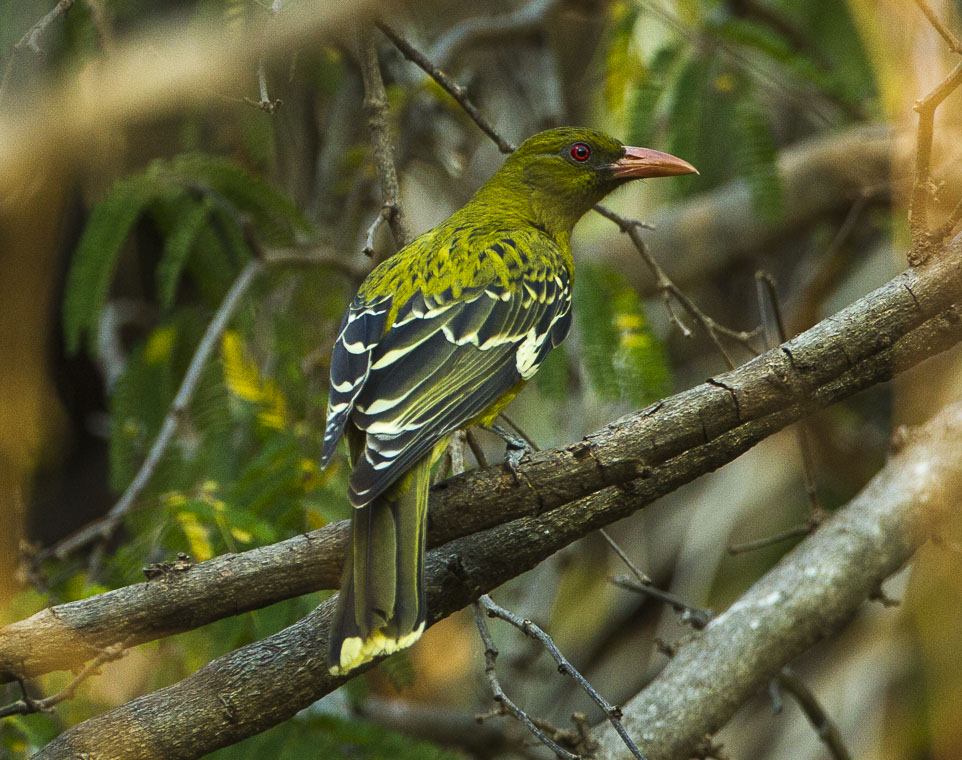
Mangrovepirol (Oriolus flavocinctus) in Darwin

### Ähnliche Arten
Verwechslungsgefahr besteht vor allem zum Australischen Feigenpirol (Sphecotheres vieilloti), mit dem der Mangrovepirol sich Verbreitungsgebiet und Lebensraum teilt. Bei genauerem Hinsehen sind die Unterschiede jedoch offensichtlich. S. vieilloti hat im Gegensatz zum eher grünlich-gelben Mangrovepirol eine weiße Grundfärbung. Außerdem liegt der Schnabel höher und ist von gekielter Form. Der Mangrovepirol hat zudem die für die Gattung Oriolus typischen Streifen auf den Flügeldecken, die beim Australischen Feigenpirol fehlen.
Eine weitere ähnliche Art ist der Streifenpirol (Oriolus sagittatus), der jedoch einen weniger gelben Bauch mit gleichmäßigeren und zahlreicheren Streifen hat.

### Stimme
Der Gesang besteht aus einer melodiösen Abfolge von drei bis vier kraftvollen, sprudelnden Tönen, die mit einem gurgelnden Ton abgerundet werden. Weitere häufig zu hörende Rufe lassen sich mit „cholonk-cholonk“ und „jok-jok-joddel“ wiedergeben. Als Balzgesang dient ein leises, gedämpftes Zwitschern. Der Warnruf besteht aus einem harten, höhnenden Laut.

## Verbreitung und Lebensraum
Der Mangrovepirol kommt in Australien im nördlichen Teil der Kimberley-Region, im Nordosten des Northern Territory (mitsamt Bathurst Island, Melville Island und kleineren Inseln) und auf der Cape York Peninsula vor. Des Weiteren ist er auf den Torres-Strait-Inseln, auf dem südlichsten Zipfel Neuguineas (zwischen Merauke und Daru), auf den Aru-Inseln und auf den östlichen Kleinen Sundainseln verbreitet.
Er ist prinzipiell ein Standvogel. Da im westlichen Teil des Verbreitungsgebietes zwischen Dezember und Mai nahezu keine Mangrovepirole zu beobachten sind, lässt sich allerdings vermuten, dass es eine mehr oder weniger regelmäßige Bewegung der Population gibt.
Mangrovepirole bewohnen zusammenhängende Regenwälder, Galeriewälder, Mangrovenwälder und Myrtenheiden-Wälder. Außerdem sind sie in Ackerland mit Baumbewuchs, Buschland, Parks und Gärten anzutreffen. Sie bevorzugen dabei küstennahe Lebensräume und solche in der Nähe von Fließgewässern und Seen.

## Ernährung

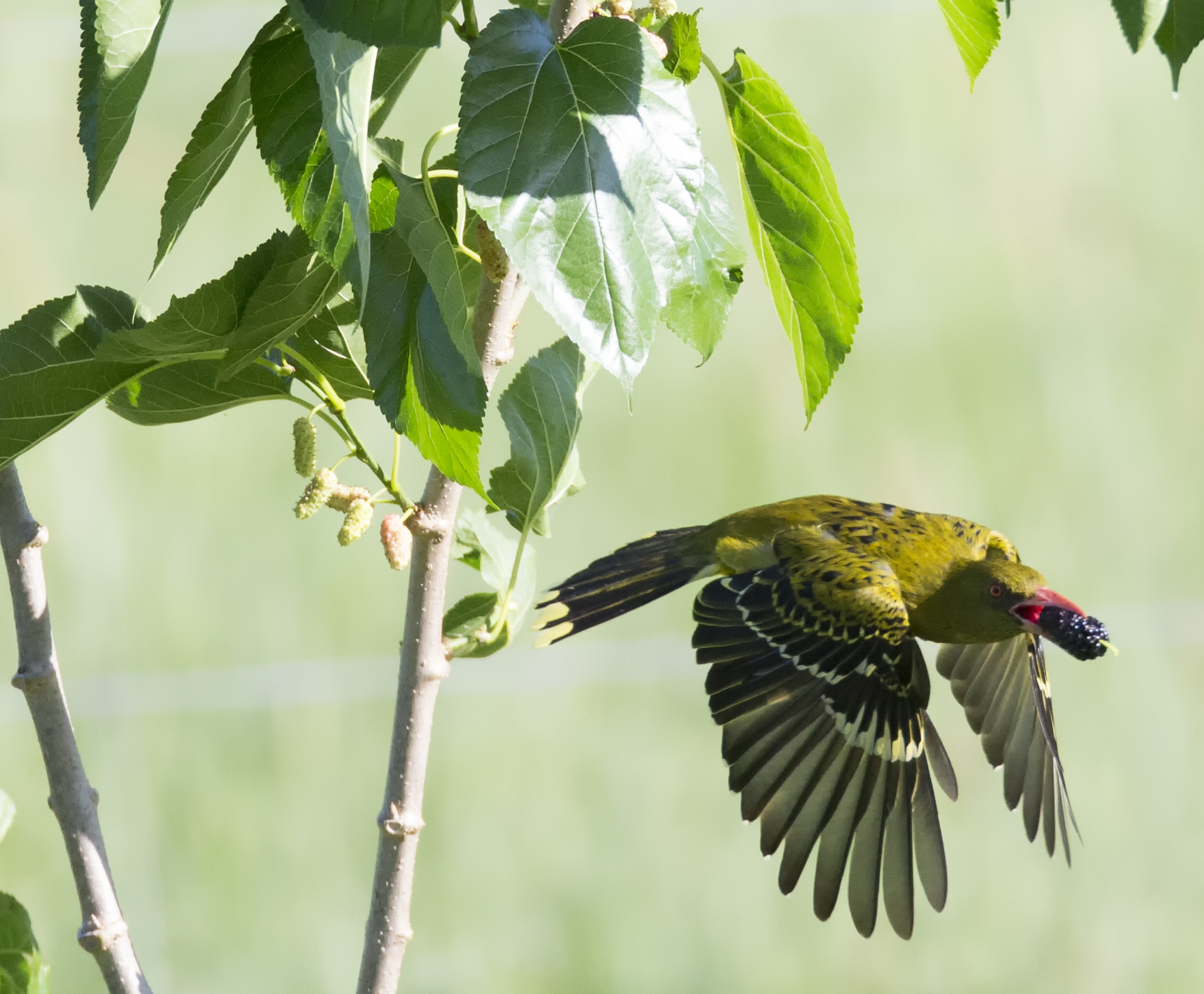
Mangrovepirol (Oriolus flavocinctus) mit Maulbeere im Bellenden Ker Range

Der Mangrovepirol ernährt sich größtenteils von Früchten und Beeren wie Feigen, Brombeeren, Papayas und Früchte von Vertretern der Gattung Zanthoxylum sowie von Samen und Nektar. Auch tierische Nahrung wie Ameisen oder Schmetterlingsraupen verschmähen sie nicht. In Nordost-Australien wurde beobachtet, dass Mangrovepirole die Nester von Grünrücken-Nektarvögeln angreifen und die Bruten verzehren.
Die Nahrungssuche erfolgt allein, zu zweit oder in kleinen Gruppen von bis zu acht Individuen. Nahrung wird in Bäumen oder in (Obst-)Gärten aufgespürt. Bei Nahrungsknappheit, die vor allem gegen Ende der Trockenzeit eintrifft, versammeln sich bisweilen größere Gruppen in Obstbäumen, die auch Vertreter anderer Arten wie Australische Feigenpirole oder Arten der Familie der Laubenvögel (z. B. Graulaubenvögel) mit einschließen.

## Fortpflanzung
Die Brutsaison dauert von August bis Januar. Es wurden allerdings auch schon Bruten von Februar bis März und ab Juli beobachtet. Die Männchen zeigen ein deutliches Territorialverhalten und singen das ganze Jahr über, um ihr Revier zu markieren.
Das Nest misst im Durchmesser 13–20 cm und ist 5–7,5 cm tief. Es besteht aus ineinander verwobenen Rindenstreifen, Gräsern, Blättern, Zweigen und Ranken. Nach außen hin ist es mit Wolle, Tierhaaren und pflanzlichen Materialien ausgekleidet. Das Nest wird mithilfe von Spinnweben an einer dünnen Astgabel in einem Baum befestigt, die zwischen 2 und 20 m über dem Boden und häufig über dem Rand eines Gewässers liegt.
Das Gelege besteht aus 2–3 cremegelben bis -braunen Eiern mit (violett-)grauen Flecken, die in der Mitte des Eis eine dunkelbraune Farbe annehmen. Es wird hauptsächlich vom Weibchen bebrütet. Nach dem Schlüpfen der Jungen werden diese von beiden Elternteilen mit erbrochener Nahrung gefüttert. Nach dem Flüggewerden bleiben die Jungen noch einige Wochen in der Nähe der Eltern.

## Entdeckung und Systematik
Die Art wurde von Phillip Parker King auf seinen Expeditionsreisen entlang der australischen Küsten zwischen 1818 und 1822 an der Nordküste Australiens entdeckt. Er beschrieb die Art im Jahr 1826 in seinem Werk Survey of the Intertropical Coasts of Australia als Mimetes flavo-cinctus. Mimetes ist eine heute ungültige, von ihm eingeführte Gattung innerhalb der Familie der Pirole. Er merkte jedoch bereits an, dass die Art in verschiedenen Punkten stark den Vertretern der Gattung Oriolus ähnele, in die die Art spätestens seit 1848 eingeordnet wird.
Weitere zwei Exemplare der Art wurden vor 1848 von John Gilbert bei Port Essington entdeckt, ein weiteres Individuum wurde später von Lieutenant R. N. Iuce am selben Ort aufgefunden. Alle Exemplare stammten aus an die Küste angrenzendem Mangrovenwald.

### Unterarten
Derzeit sind sechs Unterarten bekannt:
- O. f. flavocinctus (King, P.P., 1826) – Nordaustralien
- O. f. flavotinctus Schodde & Mason, I.J., 1999 – Cape York Peninsula
- O. f. kingi Mathews, 1912 – nordöstliches Queensland
- O. f. migrator Hartert, E., 1904 – östliche Kleine Sundainseln
- O. f. muelleri Bonaparte, 1850 – südliches Zentral-Neuguinea
- O. f. tiwi Schodde & Mason, I.J., 1999 – Bathurst Island und Melville Island (vor Nordaustralien)

## Gefährdung
Die Art wird wegen des sehr großen Verbreitungsgebietes von etwa 2.640.000 km² und der stabilen Bestandszahlen in der Roten Liste der IUCN als nicht gefährdet (Least Concern) eingestuft. Sie ist jedoch auf größere, unberührte Waldflächen angewiesen und kann in kleineren Restwäldern nicht dauerhaft überleben. Daher profitiert sie von Schutzgebieten, in denen sie derzeit recht häufig anzutreffen ist.